# Мартін Гаррікс
Мартін Гаррікс (Martin Garrix; справжнє ім'я — Мартін Гаррітсен (нідерл. Martijn Garritsen), народився 14 травня 1996) — нідерландський ді-джей і музичний продюсер із Амстердама. Навчався в «Herman Brood Academy». Є найкращим ді-джеєм світу 2016, 2017, 2018 та 2022 року, за версією авторитетного британського журналу DJ Mag.

## Біографія

### Раннє життя
Цікавість до музики Мартін проявив ще у ранньому дитинстві. 
Коли йому було 4 роки, вже почав грати на гітарі. 
У віці 8-ми років, а дворі був в той час 2004 рік, він побачив по телебаченню виступ іншого нідерландського діджея Tiësto, на церемонії відкриття Літніх Олімпійських ігор в грецьких Афінах. 
Його увагу привернув і захопив трек «Traffic», що був мегапопулярний  у ті часи і водночас підштовхнув його на придбання спеціального програмного забезпечення для написання музики.
У віці 17-ти років, а саме 12 червня 2014 року Мартінс з відзнакою закінчив музичну школу «Herman Brood Academie». та активно бере участь у світових музичних світових фестивалях, таких як Ultra Music Festival, Tomorrowland, Sziget Festival, Coachella,Lollapalooza.

## Музична кар'єра

### Релізи на Spinnin' Records
В 14 років Мартін підписав контракт із лейблом Spinnin’ Records де був наймолодшим резидентом. Він почав з треку «BFAM» (спільно з Julian Jordan) і «Just Some Loops», співпраця з TV Noise. В 2012 році випустив «Error 404». З артистом Julian Jordan познайомився на музичному форумі, що сприяло їхньому співробітництву. Мартін поєднував навчання з виступами. Молодого хлопчину помітив Tiësto і підписав його трек «Torrent» на свій лейбл.
Мартін здобув славу завдяки треку «Animals», який знаходився в топ-10 в більше чим 10 країнах. Трек вийшов на перше місце по купівлях в електронному магазині Beatport і зайняв перші ряди в таких країнах, як Бельгія, Ірландія та Велика Британія. Його сингл «Wizard», який був створений разом із Jay Hardway, був успішний у багатьох країнах в 2014 році.
15 березня 2015 року вийшов спільний трек із вокалістом Usher «Don't look Down», який ознаменував перехід до нового, більш мелодійного, поп-стилю музики — Progressive House. Назва треку означає непохитність Мартіна перед тими, хто рахує його невдахою або пише «погані» коментарі (як сказав сам артист у фільмі Martin Garrix: The Ride).
4 травня 2015 року світ побачив спільний трек з Tiësto «The Only Way si Up», що означає «Єдиний шлях наверх», який незабаром став використовуватись в рекламі компанією 7 Up. Спільна робота стала кращим Progressive House треком по версії магазину Beatport в 2015 році.
У 2015 році Мартін вперше виступив на Ultra Music Festival з годинним сетом із своєї музики і представив 8 нових треків.

### Угода з Scooter Braun Projects
У листопаді 2013 року Гаррітсен підписав контракт з Scooter Braun Projects (пізніше School Boy Records). У грудні 2013 року він випустив «Wizard» спільно з Джей Hardway. Цей трек був на 6 сходинці в топах Бельгії і 17 в Нідерландах. Його співпраця з Firebeatz, «Helicopter», знаходилася на 1 сходинці Beatport Top 100 чартах протягом 2-х тижнів. Він виступав на Ultra Music Festival 2014, де він дебютував кілька нових і невиданих треків, в тому числі колаби з Dillon Francis, Hardwell і Afrojack.
У 2014 році Гаррітсен випустив «Proxy» як безкоштовний трек. Також випустив трек «Virus (How About Now)» спільно з MOTI. Пізніше в цьому році випустив «Turn Up The Speakers», які Afrojack і Гаррітсен зіграли на Ultra Music Festival.

### Forbidden Voices, Don't Look Down та інші спільні роботи
У 2015 році Гаррітсен експериментував з Progressive House і почав писати не тільки Big Room House. 6 лютого 2015 року, він випустив трек «Forbidden Voices» як подарунок на 10 мільйонів лайків на своїй сторінці Facebook. У лютому 2015 року він випустив сингл «Don't Look Down» з Usher.
В інтерв'ю з DigitalSpy на початку 2015 року, Гаррітсен зазначив, що Ашер є «скромним» художником і великим соратником. Він також працював з  Ed Sheeran над треком під назвою «Rewind Repeat It», який він грав на Ultra Music Festival Miami в березні 2015 року. 4 травня 2015 року Мартін випустив трек з Tiësto, під назвою «The Only Way Is Up». 22 травня 2015 року, Avicii випустив ліричне відео на трек «Waiting For Love», який написаний спільно з Мартіном. 6 липня 2015 року, Гаррікс випустив  Break Through The Silence EP з російськими діджеями  Matisse & Sadko. Пізніше, 31 жовтня 2015 року, він випустив трек під назвою «Poison» як промо-сингл.

### Припинення угоди з Spinnin' Records
26 серпня 2015 року, Гаррітсен оголосив, що він залишив Spinnin' Records і MusicAllStars Management, через конфлікт з приводу права власності на його музиці. Точкою розбрату став трек «Animals». Він також повідомив, що подав до суду на свого тодішнього менеджера Eelko van Kooten. У листопаді 2015 року Мартін оголосив, що він створить свій власний лейбл.
Станом на 31 грудня 2015 року, Мартін випустив «Bouncybob», свій останній трек року, безкоштовно, спільно з Justin Mylo і Mesto.

## STMPD RCRDS та Ultra Music Festival
Навесні 2016 року відкрив свій власний лейбл STMPD RCRDS і 11 березня випустив новий трек на цьому ж лейблі під назвою «Now that i've found you». В інтерв'ю він сказав, що на лейблі буде випускати музику різних жанрів, та різних виконавців.
18 березня 2016 року виступив на Ultra Music Festival Miami 2016, де представив багато нової музики із свого майбутнього альбому. За попередніми даними, альбом повинен вийти в Червні-Липні 2016 року.
18 березня 2016 року, він дебютував більшу частину свого 2016 року дебютного альбому на Ultra Music Festival, і вирішив використовувати його одно-годинний сет як прем'єру десяти нових треків, в тому числі спільно з Jay Hardway, Julian Jordan, Майк Шинода з Linkin Park, Ширан,  Ed Sheeran, Bebe Rexha і Third Party. Також був представлений проект AREA21, та вважають що його складають Мартін та Maejor. 27 травня 2016 року, він випустив свій другий сингл «Lions In The Wild» з британським ді-джеєм Third Party.

## Угода з Sony Music
13 червня 2016 року, Мартін випустив промо-сингл під назвою «Oops», який став гімном E3 2016.26 липня 2016 року, було оголошено, що Мартін підписав контракт з Sony Music International. 29 липня 2016,він випустив трек «In the name of love» спільно з Bebe Rexha.
22 серпня 2016 року, Мартін вперше виконав вживу свою власну музику, з Rexha на The Tonight Show Starring Jimmy Fallon, в супроводі The Tonight Show house band, The Roots.
14 жовтня 2016 року, Гаррітсен оголосив в соціальних медіа, що він випустить сім пісень протягом семи днів. Деякі з випущених пісень були прим'єрами під час його виступу на Ultra Music Festival 2016 року. Пісні були завантажені на канал YouTube як музичні кліпи з семи візуальних художників.

## Ді-джей номер один у світі
19 жовтня 2016 року, Мартін був визнаний як топ DJ в світі, в щорічному Top 100 DJs опитуванні DJ Mag, у віці 20 років він став наймолодшим лауреатом премії. Виступаючи перед журналістами, він сказав: «Я почуваю себе неймовірно, я на 100 відсотків не очікував. У мене був дивовижний рік, з дивовижними шоу і дивовижними шанувальниками — я так вдячний їм за підтримку». Мартін був представлений своїм наставником і чотирьох разовим переможцем премії, Tiësto.
У жовтні 2018 року, Мартін знову, вже втретє поспіль, був визнаний найкращим діджеєм світу за версією DJ Mag. До того ж, в цьому році було зафіксовано рекордну кількість виборців з більш ніж 1,2 мільйонами підтверджених голосів, тобто на 200 000 більше ніж у 2017 році. Таким чином, це голосування стало найбільшим публічним музичним опитуванням в світі. 

## Дискографія
| Назва треку                                             | Рік випуску |
| ------------------------------------------------------- | ----------- |
| «Keygen»                                                | 2012        |
| «ITSA» (спільно з Sleazy Stereo)                        | 2012        |
| «BFAM» (спільно з Julian Jordan)                        | 2012        |
| «Wizard» (спільно з Jay Hardway)                        | 2013        |
| «Torrent» (спільно з Sidney Samson)                     | 2013        |
| «Just Some Loops» (спільно з TV Noise)                  | 2013        |
| «Error 404» (спільно з Jay Hardway)                     | 2013        |
| «Animals»                                               | 2013        |
| «Tremor» (спільно з Dimitri Vegas & Like Mike)          | 2014        |
| «Proxy»                                                 | 2014        |
| «Helicopter» (спільно з Firebeatz)                      | 2014        |
| «The Only Way Is Up» (спільно з Tiësto)                 | 2015        |
| «Poison»                                                | 2015        |
| «Forbidden Voices»                                      | 2015        |
| «Dragon» (спільно з Matisse & Sadko)                    | 2015        |
| «Don't Look Down» (спільно з Usher)                     | 2015        |
| «Break Through The Silence» (спільно з Matisse & Sadko) | 2015        |
| «Now That I've Found You» (спільно з John & Michel)     | 2016        |
| «Bouncybob» (спільно з Justin Mylo & Mesto)             | 2016        |
| «In the name of love» (спільно з Bebe Rexha)            | 2016        |
| «Together» (спільно з Matisse & Sadko)                  | 2016        |
| «Welcome» (спільно з Julian Jordan)                     | 2016        |
| «Sun Is Never Going Down» (спільно з Dawn Golden)       | 2016        |
| «Spotless» (спільно з Jay Hardway)                      | 2016        |
| «Hold On And Believe» (спільно з The Federal Empire)    | 2016        |
| «WIEE» (спільно з Mesto)                                | 2016        |
| «Make Up Your Mind» (спільно з Florian Picasso)         | 2016        |

## Нагороди та номінації
| Рік  | Нагорода                                                        | Категорія                                  | Одержувач            | Результат   |
| ---- | --------------------------------------------------------------- | ------------------------------------------ | -------------------- | ----------- |
| 2013 | Dance Music Awards                                              | Best Electro / Progressive Track           | Martin Garrix        | Перемога    |
| 2013 | Dance Music Awards                                              | DJ of the Year                             | Martin Garrix        | Перемога    |
| 2013 | Dance Music Awards                                              | Newcomer of the Year                       | Martin Garrix        | Перемога    |
| 2014 | The Buma Awards [Архівовано 25 березня 2016 у Wayback Machine.] | Best International Song                    | «Animals»            | Перемога    |
| 2014 | NRJ DJ Awards                                                   | Best Music                                 | «Animals»            | Перемога    |
| 2014 | Teen Choice Awards                                              | Choice Music: Electronic Music Dance Song  | «Animals»            | Номінований |
| 2014 | MTV Video Music Awards                                          | MTV Clubland Award                         | «Animals»            | Номінований |
| 2014 | World Music Awards                                              | World's Best Song                          | «Animals»            | Номінований |
| 2014 | World Music Awards                                              | World's Best Video                         | «Animals»            | Номінований |
| 2014 | NRJ DJ Awards                                                   | Best Live Performance                      | Martin Garrix        | Перемога    |
| 2014 | Young Hollywood Awards                                          | Breakout Music Artist                      | Martin Garrix        | Номінований |
| 2014 | Teen Choice Awards                                              | Choice Music: Electronic Dance Music Artis | Martin Garrix        | Номінований |
| 2014 | MTV Europe Music Awards                                         | Best Dutch Act                             | Martin Garrix        | Номінований |
| 2014 | World Music Awards                                              | Best Electronic Dance Music Artist         | Martin Garrix        | Номінований |
| 2014 | World Music Awards                                              | Best Male Artist                           | Martin Garrix        | Номінований |
| 2014 | World Music Awards                                              | World's Best Entertainer of the Year       | Martin Garrix        | Номінований |
| 2014 | Премія ЕХО                                                      | Best Club / Dance Artist                   | Martin Garrix        | Номінований |
| 2015 | iHeartRadio Music Awards                                        | Dance Song of the Year                     | «Animals»            | Номінований |
| 2015 | YouTube Music Awards                                            | 50 artists to watch                        | Martin Garrix        | Перемога    |
| 2015 | MTV Europe Music Awards                                         | Best Dutch Act                             | Martin Garrix        | Номінований |
| 2015 | MTV Europe Music Awards                                         | Best Electronic                            | Martin Garrix        | Перемога    |
| 2015 | DJ Awards                                                       | Best Electro/Progressive House             | Martin Garrix        | Номінований |
| 2015 | DJ Awards                                                       | Best International DJ                      | Martin Garrix        | Номінований |
| 2016 | International Dance Music Awards                                | Best Electro/Progressive House Track       | «The Only Way Is Up» | Номінований |
| 2016 | International Dance Music Awards                                | Best Global DJ                             | Martin Garrix        | Номінований |
| 2016 | MTV Millennial Awards                                           | Beat Guru                                  | Martin Garrix        | Перемога    |
| 2016 | MTV Europe Music Awards                                         | Best Electronic                            | Martin Garrix        | Номінований |
| 2016 | MTV Europe Music Awards                                         | Best World Stage Performance               | Martin Garrix        | Номінований |
| 2016 | Top 100 DJs 2016                                                | World's Best DJ                            | Martin Garrix        | Перемога    |
| 2017 | Top 100 DJs 2016                                                | World's Best DJ                            | Martin Garrix        | Перемога    |
| 2018 | Top 100 DJs 2016                                                | World's Best DJ                            | Martin Garrix        | Перемога    |
| 2022 | Top 100 DJs 2016                                                | World's Best DJ                            | Martin Garrix        | Перемога    |